# 显脉小檗
显脉小檗（学名：Berberis phanera）是小檗科小檗属的植物，是中国的特有植物。分布在中国大陆的四川、云南等地，生长于海拔1,800米至4,000米的地区，常生于河边、云杉林下、灌丛中和云南松林下，目前尚未由人工引种栽培。